# Bogny-sur-Meuse

Bogny-sur-Meuse este o comună în departamentul Ardennes din nordul Franței. În 1 ianuarie 2022 avea o populație de 4.947 de locuitori.